# Indian Airlines-kaping 1971
Een vliegtuig Fokker Friendship van Indian Airlines werd op 30 januari 1971 gekaapt door twee Kashmirezen. De interne Indiase vlucht met 32 passagiers aan boord van Srinagar naar Jammu werd afgeleid naar Lahore in West-Pakistan. De kapers eisten de vrijlating van 36 leden van het Nationale Bevrijdingsfront die in Indiase gevangenissen zaten. Sjeik Mohammed Abdullah van het islamitische Plebiscite Front dat streed voor de aanhechting van heel Kashmir bij Pakistan, ontkende betrokkenheid bij de kaping. De kapers staken het vliegtuig op de grond in brand. Onder de passagiers of de bemanning vielen geen slachtoffers. De kapers kregen asiel in West-Pakistan en werden als helden onthaald. Pakistaans politicus Zulfikar Ali Bhutto prees de kapers als "moedige mannen".
Als gevolg van deze kaping en de weigering van uitlevering van de daders door Pakistan sloot India haar luchtruim voor alle Pakistaanse vliegtuigen.
Deze kaping gebeurde in aanloop naar de Indiaas-Pakistaanse Oorlog van 1971.